# Bartolomeo Cavalcanti
Bartolomeo Cavalcanti (Florence, 14 janvier 1503 - Padoue, 5 décembre 1562) est un noble florentin, écrivain et adversaire politique des Médicis.

## Biographie
Bartolomeo Cavalcanti prit part à la défense de Florence pendant le siège de 1530.
Exilé volontaire après l'assassinat du duc Alexandre de Médicis, il combattit le successeur de Cosme Ier sous les murs de Sienne.
À Ferrare, il était au service d'Hercule II d'Este (1537), à Rome au service de Paul III (1548) puis d'Ottavio Farnese.
Il est mort à Padoue en  1562 et est inhumé en l'église San Francesco Grande.
Il est l'auteur de Retorica (1559) qui a fait l'objet de dix éditions de 1559 à 1585, un recueil complet de la rhétorique classique  soutient « que la fonction de la rhétorique est civique et pratique plutôt que littéraire ».

## Publications
- (it) Trattati ovvero Discorsi sopra gli ottimi reggimenti delle repubbliche antiche e moderne
- (it) La retorica di M. Bartolomeo Cavalcanti, gentilhuomo fiorentino : divisa in sette libri: dove si contiene tutto quello, che appartiene all'arte oratoria, G. Giolito de'Ferrari, Original provenant de, Université de Gand, Google books, Numérisé le 2 octobre 2009, 1559, 563 p. (lire en ligne).
- (it) Lettere di Bartolomeo Cavalcanti: tratte dagli originali, che si conservano nell'Archivio governativo di Parma, Google.books G. Romagnoli, 1869, 229 p. (lire en ligne)
- (it) Discours à la milice florentine (1530)
- (it) Mémoires politiques
- (it) Lettres diplomatiques
- (it) Traductions de Polybe
- (it) Essais sur la pensée politique classique (1571)